# Crotalaria yuanjiangensis
Crotalaria yuanjiangensis är en ärtväxtart som beskrevs av C.Y.Yang. Crotalaria yuanjiangensis ingår i släktet sunnhampor, och familjen ärtväxter. Inga underarter finns listade i Catalogue of Life.